# Landesjustizprüfungsamt
Ein Landesjustizprüfungsamt ist eine Behörde, die im Rahmen der in der Bundesrepublik Deutschland vorhandenen zweistufigen Juristenausbildung die Zweite juristische Staatsprüfung und in manchen Bundesländern auch die Staatliche Pflichtfachprüfung als Teil der Ersten juristische Prüfung abnimmt. Sie können dem jeweiligen Landesjustizministerium oder einem Oberlandesgericht angegliedert sein. Manche Länder haben ein gemeinsames Landesjustizprüfungsamt (Berlin und Brandenburg bzw. Bremen, Hamburg und Schleswig-Holstein). Ist das Landesjustizprüfungsamt nicht auch für die Erste juristische Prüfung zuständig, gibt es für diese ein eigenes Prüfungsamt. Rechtsgrundlage für die juristischen Prüfungen sind die jeweiligen Juristenausbildungsgesetze und -verordnungen der Länder. Unter dem NS-Regime wurden im Rahmen der Gleichschaltung die Landesjustizprüfungsämter aufgelöst. Die Aufgaben wurden vom Reichsjustizprüfungsamt wahrgenommen.
|                        | 1. Juristische Staatsprüfung                                                  | 2. Juristische Staatsprüfung                                                           |
| ---------------------- | ----------------------------------------------------------------------------- | -------------------------------------------------------------------------------------- |
| Baden-Württemberg      | Landesjustizprüfungsamt beim Ministerium der Justiz                           | Landesjustizprüfungsamt beim Ministerium der Justiz                                    |
| Bayern                 | Landesjustizprüfungsamt beim Staatsministerium der Justiz                     | Landesjustizprüfungsamt beim Staatsministerium der Justiz                              |
| Berlin                 | Gemeinsames Juristisches Prüfungsamt der Länder Berlin und Brandenburg (GJPA) | Gemeinsames Juristisches Prüfungsamt der Länder Berlin und Brandenburg (GJPA)          |
| Brandenburg            | Gemeinsames Juristisches Prüfungsamt der Länder Berlin und Brandenburg (GJPA) | Gemeinsames Juristisches Prüfungsamt der Länder Berlin und Brandenburg (GJPA)          |
| Bremen                 | Justizprüfungsamt beim OLG Bremen                                             | Gemeinsames Prüfungsamt der Länder Bremen, Hamburg und Schleswig-Holstein beim HansOLG |
| Hamburg                | Justizprüfungsamt beim HansOLG                                                | Gemeinsames Prüfungsamt der Länder Bremen, Hamburg und Schleswig-Holstein beim HansOLG |
| Hessen                 | Justizprüfungsamt beim Ministerium der Justiz                                 | Justizprüfungsamt beim Ministerium der Justiz                                          |
| Mecklenburg-Vorpommern | Landesjustizprüfungsamt beim Ministerium für Justiz                           | Landesjustizprüfungsamt beim Ministerium für Justiz                                    |
| Niedersachsen          | Landesjustizprüfungsamt beim Justizministerium                                | Landesjustizprüfungsamt beim Justizministerium                                         |
| Nordrhein-Westfalen    | Justizprüfungsämter bei den OLG Düsseldorf, Hamm und Köln                     | Landesjustizprüfungsamt beim Ministerium der Justiz                                    |
| Rheinland-Pfalz        | Landesprüfungsamt für Juristen beim Ministerium der Justiz                    | Landesprüfungsamt für Juristen beim Ministerium der Justiz                             |
| Saarland               | Landesprüfungsamt für Juristen beim Ministerium der Justiz                    | Landesprüfungsamt für Juristen beim Ministerium der Justiz                             |
| Sachsen                | Landesjustizprüfungsamt beim Staatsministerium der Justiz                     | Landesjustizprüfungsamt beim Staatsministerium der Justiz                              |
| Sachsen-Anhalt         | Landesjustizprüfungsamt beim Ministerium für Justiz                           | Landesjustizprüfungsamt beim Ministerium für Justiz                                    |
| Schleswig-Holstein     | Justizprüfungsamt beim OLG Schleswig                                          | Gemeinsames Prüfungsamt der Länder Bremen, Hamburg und Schleswig-Holstein beim HansOLG |
| Thüringen              | Justizprüfungsamt beim Ministerium für Justiz                                 | Justizprüfungsamt beim Ministerium für Justiz                                          |